# Evgeniya Doluhanova
Evgeniya Grigorivna Doluhanova (en ucraniano: Євгенія Григорівна Долуханова) (Bakú, 10 de junio de 1984) es una ajedrecista ucraniana que ostenta el título FIDE de Gran Maestra Femenina (WGM). De 2011 a 2013 representó a Armenia.

## Carrera
En 2004, en Alushta (Ucrania), ganó la medalla de bronce en el campeonato ucraniano de ajedrez femenino. Cinco años después, en 2009, y en Eupatoria, lograba llevarse el oro en dicho campeonato.
En 2005, en Járkov, obtuvo el segundo puesto en el torneo internacional de ajedrez femenino Femida 2005 (torneo ganado por Oksana Vozovic). En 2007 obtuvo el segundo puesto en la Copa del Rector de Járkov. En 2009 en Súzdal ganó el memorial Elisaveta Bykova y en Járkov ganó el torneo internacional de ajedrez femenino Kaissa 2009. En 2011 en San Petersburgo obtuvo el segundo puesto en el memorial Lyudmila Rudenko (que ganó Aleksandra Goryachkina). En 2012 en Yakarta obtuvo el tercer puesto en el torneo internacional de ajedrez femenino Japfa Chess Festival. En 2014 ganó el torneo internacional de ajedrez femenino de Sautron. En 2017, obtuvo el segundo puesto en el Memorial Maria Albulet en Brăila.
En 2003, fue galardonada con el título de Maestra Internacional Femenina (WIM) por la FIDE, obteniendo, tres años más tarde el rango de Gran Maestra Femenina (WGM).

## Otros datos
Entre 2010 a 2013, jugó en la Liga Alemana de Ajedrez. Durante la temporada 2013-2014 estuvo registrada en el club de la Oberliga Post-SV Ulm, si bien no fue convocada para jugar. En el Campeonato de Ucrania por Equipos de 2002, jugó para el equipo del Club de Ajedrez de Lozová. En el Top 12 femenino francés de 2016, Dolouhanova jugó para Vandœuvre-Echecs.
Fuera del ajedrez, tiene una licenciatura en Periodismo. Como periodista, llegó a publicar un informe detallado de las Base de ajedrez sobre el Campeonato Individual Femenino de Ucrania de 2011 en Poltava, que ganó Katerina Dolzhikova.